# Phylloscyrtus viridicatus
Phylloscyrtus viridicatus är en insektsart som först beskrevs av Henri Saussure 1897.  Phylloscyrtus viridicatus ingår i släktet Phylloscyrtus och familjen syrsor. Inga underarter finns listade i Catalogue of Life.